# Rörmyst
Rörmyst är en sjö i Kungsbacka kommun i Halland och ingår i Rolfsåns huvudavrinningsområde.